# 全国中華料理生活衛生同業組合連合会
全国中華料理生活衛生同業組合連合会（ぜんこくちゅうかりょうりせいかつえいせいどうぎょうくみあいれんごうかい、全中連）は全国22都道府県に存在する中華料理生活衛生同業組合の全国組織。

## 沿革
昭和32年6月「環境衛生関係営業の運営の適正化に関する法律」が施行された。
同法に基づき都道府県ごとの組合の中央連合体として昭和41年厚生大臣（現厚生労働大臣）より認可された団体である。
昭和32年９月　「環境衛生関係営業の運営の適正化に関する法律」施行
昭和40年　環境衛生法の政令改正で中華料理が単独指名になる。
　　　　　東京都中華料理環境衛生同業組合設立　理事長に永野英明就任
　　　　　台東区竜泉１丁目に組合事務所を設立
昭和41年　全国連合会（全国中華料理環境衛生同業組合連合会　略称：全中連）創立総会開催
　　　　　宮城、岩手、栃木、群馬、千葉、岐阜、大阪、京都、愛媛の各府県に組合設立
　　　　　全国中華料理環境衛生同業組合連合会設立認可　事務所を東京組合と同じ場所に設置
　　　　　第１回通常総会にて　初代会長に永野英明就任
　　　　　日本武道館にて全国環境衛生業者総決起大会開催
　　　　　北海道、秋田、福島、 埼玉、神奈川、福井、兵庫、高知の道県組合が加盟
　　　　　全国中央会主催環境衛生関係営業全国代表者会議を日比谷公会堂にて開催
昭和42年　第１回全中連岐阜大会を岐阜市商工会館にて開催
昭和43年　埼玉県、富山県に組合設立
昭和44年　愛知県、神奈川県、兵庫県に組合設立
昭和46年　高知県中華料理組合設立
昭和47年　茨城県、福島県に中華料理組合設立
昭和52年　台東区根岸1丁目1-17に全中連会館竣工　東京組合、全中連の事務所を移転
昭和53年　秋田県中華料理組合設立
昭和54年　経営の一層の健全化と利用者の利益を図ることを目的として環境衛生法が一部改正
平成２年　北海道麺類組合から独立し、北海道中華料理組合設立
平成３年　会長の永野英明氏が退任　白木信平氏が二代会長に就任
平成５年　欧州小レストラン実態調査を目的に視察
平成12年　環境衛生法の一部改正が行われ、「環境衛生」の文言が「生活衛生」に改訂される
平成13年　1月から法律の名称変更。これに伴い当組合連合会も全国中華料理生活衛生同業組合連合会に名称変更
平成18年　第41回通常総会に於いて白木会長退任、三代会長に伊藤毅氏就任
平成23年　伊藤会長退任　四代会長に宮北昭夫氏就任
平成26年　香川県に組合設立。加盟組合数が22組合に
　　　　　宮北会長が退任　第五代会長に小林芳春氏が就任
平成30年10月　事務所を東京都台東区根岸1-1-17から東京都台東区根岸3-23-8-102に移転

## 概要
各都道府県の会員数の総計は3000を超える中華料理業界の組合団体としては最大の団体である。